# Biennio nero
Con biennio nero si indica il periodo tra il 1921 e il 1922 in Italia, caratterizzato dall'intensificarsi della violenza politica da parte delle squadre fasciste contro militanti socialisti e comunisti, sindacalisti e oppositori del fascismo. Questo periodo rappresenta una fase cruciale della transizione dall'Italia liberale al regime fascista.

## Contesto storico
Dopo la fine della Prima Guerra Mondiale, l'Italia attraversò un periodo di forti tensioni sociali ed economiche. Tra il 1919 e il 1920, periodo noto come biennio Rosso, il paese fu segnato da scioperi, occupazioni di fabbriche e un generale clima di agitazione sociale mirato a replicare in Italia la Rivoluzione russa avvenuta nel 1917. In risposta a queste mobilitazioni, le classi dirigenti e la borghesia italiana, che temevano che il tentativo di rivoluzione socialista avesse successo, iniziarono a sostenere gruppi paramilitari fascisti per reprimere le manifestazioni e le organizzazioni di sinistra.

## La violenza fascista

La Squadra d'azione di Lucca nel 1922

Devastazione di una sede sindacale della CGL a Roma, con falò sulla strada delle carte e suppellettili ivi rinvenute

Gruppo di fascisti partecipanti alla marcia su Roma, si riconosce un mutilato e un paio di ex combattenti con l'elmetto

Dopo la conclusione del Biennio rosso, con la vicenda dell'occupazione delle fabbriche e dopo le elezioni amministrative, il movimento fascista, che fino ad allora aveva avuto un ruolo piuttosto marginale, iniziò la sua ascesa politica che fu caratterizzata dal ricorso massiccio e sistematico alle azioni squadristiche.
Gli anni 1920 e 1921 videro un'escalation della violenza da parte delle squadre d'azione fasciste, conosciute come squadristi, che attaccarono sedi di partiti, sindacati, cooperative, giornali e circoli culturali vicini ai movimenti socialisti e comunisti. Questi attacchi spesso includevano incendi, devastazioni e aggressioni fisiche ai militanti di sinistra. In risposta alla violenza squadrista nacquero le Formazioni di difesa proletaria.
Le forze dell'ordine e il governo, invece di reprimere le violenze squadristiche, le tollerarono o addirittura le supportarono indirettamente, ritenendole un baluardo contro il pericolo bolscevico. In questo contesto, Benito Mussolini e i suoi Fasci italiani di combattimento prima e Partito Nazionale Fascista poi, ottennero sempre più consenso tra industriali, proprietari terrieri e ambienti conservatori.
Tra il 1921 e il 1922 l'Italia fu scossa da qualcosa di simile a una guerra civile tra fascisti e antifascisti, che fu vinta sul campo dai primi, sia perché militarmente erano più forti, sia perché godevano sovente dell'appoggio di vasti settori dell'apparato statale. Gli squadristi godevano inoltre della simpatia dell'opinione pubblica borghese e conservatrice, rappresentata in particolare dai più importanti organi di stampa, che tennero spesso un atteggiamento tutt'altro che imparziale.
A titolo d'esempio, nel primo semestre del 1921 furono contate, nella sola Pianura Padana, almeno 726 distruzioni operate dalle squadre fasciste: 17 giornali e tipografie, 59 case del popolo, 119 camere del lavoro, 107 cooperative, 83 leghe contadine, 8 società mutue, 141 sezioni socialiste o comuniste, 100 circoli di cultura, 10 biblioteche popolari o teatri, 28 sindacati operai, 53 circoli operai ricreativi, un'università popolare.
Secondo lo storico Gaetano Salvemini, fra il 1921 e il 1922 i fascisti uccisero in tutto circa tremila persone. Secondo una stima dello storico Adrian Lyttelton, circa cinquecento o seicento furono le vittime della violenza fascista nel solo 1921.
Nel 1922 ebbe luogo lo Sciopero legalitario contro le violenze fasciste, subito represso dal governo e dagli squadristi.

## Conseguenze
L'ondata di violenze culminò nella Marcia su Roma del 28 ottobre 1922, con cui Mussolini e il PNF presero il potere.